# Squadrone bianco
Squadrone bianco è un saggio storico di Domenico Quirico sulle truppe coloniali italiane. Nel libro viene illustrata la nascita delle prime truppe in Eritrea all'epoca dello sbarco italiano del 5 febbraio 1885 a Massaua; gli italiani che andranno a sostituire l'occupazione turca, inizieranno poi l'arruolamento dei battaglioni di àscari che parteciperanno alla conquista dell'interno e poi alla guerra coloniale con l'Etiopia sfociata nel disastro di Adua.
Vengono descritti anche gli altri corpi coloniali, dai dubat somali ai meharisti libici, che verranno coinvolti nelle campagne di "pacificazione" della Libia e della Somalia. Poi i capitoli della crescente tensione con l'Impero d'Etiopia e la partecipazione delle truppe coloniali alla marcia verso Addis Abeba, lo scoppio della seconda guerra mondiale e la resistenza senza speranza alle forze meccanizzate del Commonwealth contro le quali comunque riusciranno a vincere un'ultima battaglia a Cheren.

## Edizioni
- Domenico Quirico, Lo squadrone bianco, I edizione, Milano, Mondadori, settembre 2003,  p. 368, ISBN 978-88-04-50691-1.
- Domenico Quirico, Squadrone bianco, Oscar storia, Arnoldo Mondadori Editore, 2003,  p. 360, ISBN 978-88-04-52132-7.